# Prasinohaema
Genre
Prasinohaema est un genre de sauriens de la famille des Scincidae.

## Répartition
Les espèces de ce genre se rencontrent en Nouvelle-Guinée et dans les îles Salomon.

## Liste des espèces
Selon The Reptile Database (27 novembre 2012) :
- Prasinohaema flavipes (Parker, 1936)
- Prasinohaema parkeri (Smith, 1937)
- Prasinohaema prehensicauda (Loveridge, 1945)
- Prasinohaema semoni (Oudemans, 1894)
- Prasinohaema virens (Peters, 1881)

## Étymologie
Le nom de ce genre, Prasinohaema, vient du grec prasinos, vert, et haima, le sang, en référence à la couleur verte de son sang. Cette incongruité est dû que le sang de ces lézards est saturé en biliverdine (une molécule issue de la dégradation de l’hémoglobine par le foie) dans des concentrations 40 fois plus élevées à celle considérée comme étant létale chez l'homme. 

## Publication originale
- Greer, 1974 : The genetic relationships of the scinicid lizards genus Leiolopisma and its relatives. Australian Journal of Zoology Supplementary Series, vol. 22, no 31, p. 1-67.